# Église Saint-Martin-du-Bourg d'Avallon
L'église Saint-Martin-du-Bourg (ancienne Abbaye Saint-Martin du Bourg) est une ancienne église catholique, aujourd'hui désaffectée, située à Avallon, en France. Elle fut l'église d'une abbaye bénédictine jusqu'au XVIe siècle.

## Localisation
L'église est située dans le département français de l'Yonne, sur la commune d'Avallon dans le quartier du faubourg Saint Martin. L'ancienne voie romaine d'Agrippa longe l'édifice qui se situe également aux portes du parc naturel régional du Morvan.

## Historique
À l'origine de cette église se situe un sanctuaire celte dédié à Belenos dieu celte de la lumière et des eaux jaillissantes. À l'époque gallo-romaine, le sanctuaire celte éduen est remplacé par un temple dédié à Apollon. Ce même temple sera détruit par Saint Martin lors de son passage à Avallon en 376. De ce dernier édifice subsistent probablement quatre colonnes en marbre cipolin réutilisées dans le chœur de l'église. A la demande de Saint-Martin, une chapelle est édifiée au même emplacement.
Plus tard, vers la fin du VIe siècle, un oratoire de plus grande importance, dédié à Saint-Martin est créé à la demande de la reine Brunehaut. Fort de pèlerinages intensifs le petit oratoire devient un modeste monastère bénédictin d'hommes sous l'autorité de l'Abbaye Saint-Martin d'Autun. À cette époque est construit un cloître qui sera le cœur de la vie des religieux jusqu'au milieu du XVIe siècle. L'édifice devient alors une église paroissiale et rythme la vie du faubourg Saint-Martin à l'entrée de la ville d'Avallon. Elle est consacrée jusqu'à la fin du XVIIIe siècle.
Saisie par le tribunal révolutionnaire, elle est vendue aux enchères. Elle entre alors dans le domaine privé.
Transformée en prison, en dortoirs pour les soldats de passage puis en minoterie avant d'être désaffectée, elle est sauvée de la ruine (toiture provisoire en zinc) par la commune d'Avallon, qui l'utilise comme entrepôt. L'édifice est classé au titre des monuments historiques en 1989.
Dans les années 2000, l'ensemble du couvent, à l'exception de la maison prieurale à l'entrée, est vendu par la mairie (qui n'avait pas les moyens de sa rénovation) à un marchand de biens qui le divise en lots de copropriété. L'église est rachetée par un propriétaire privé qui œuvre à sa rénovation et son animation.
Le monument ne se visite que sur rendez-vous l'été et lors des événements qui y sont organisés tout au long de l'année.
Le projet de rénovation reçoit le prix du jeune repreneur de monuments historiques en 2019, prix sous le mécénat de Patrice Besse et Dominique de La Fouchardière avec le concours de la fondation pour les Monuments historiques.

## Description